# 北极正义：雷霆战队
《北极正义：雷霆战队》（英語：Arctic Dogs、或）是一部2019年加拿大-美國電腦動畫喜劇電影，由亞倫·伍德利和迪莫斯·維塞拉斯共同執導，電影由娛樂工作室於2019年11月1日在加拿大和美國發行。

## 劇情簡介
北極狐史威帝在北極物流公司（Arctic Blast Delivery Service）的收發室工作，但他有著遠大的夢想：希望有朝一日能加入該公司的明星郵遞員隊伍—由哈士奇組成的『領頭犬』（Top Dog），但因為體型太小和魯莽的性格，他從來沒有機會成功。某天為了證明自己的能力，他挪用了雪橇把一個神秘的郵件送到一處秘密堡壘，卻意外發現海象博士奧托的邪惡計畫：要融化北極冰蓋來淹沒世界，統治全球。於是史威帝組織了他的朋友們：北極熊皮比、信天翁雷米、偵探水獺培莎和利奧波、機械師狐狸潔蒂。這支雜牌軍必須阻止危害世界的野心陰謀。

## 角色
| 名稱                         | 英語配音                          | 簡介                                                                                                  |
| ---------------------------- | --------------------------------- | --- |
| 史威帝 （Swifty）            | 傑瑞米·雷納 安德森·劉易斯（幼年） | 男性北極狐，主角。北極物流公司的員工，從小夢想加入由哈士奇組成的明星郵遞員隊伍「領頭犬」（Top Dog）。 |
| 潔蒂 （Jade）                | 海蒂·克魯姆 莉蓮·莫洛伊（幼年）   | 女性狐狸，史威帝的童年玩伴，是一名堅強而勤奮的機械師。                                                |
| 皮比 （PB）                  | 艾力·寶雲                         | 男性北極熊，史威帝的同事與最好的朋友。性格忠厚、內向。                                                |
| 雷米 （Lemmy）               | 詹姆斯·法蘭科                     | 男性信天翁，史威帝的同事。性格悠閒且有些笨拙。                                                        |
| 曼格達 （Magda）             | 安傑麗卡·休斯頓                   | 女性馴鹿，北極物流公司的老闆，脾氣暴躁，說話帶有俄羅斯口音                                            |
| 奧托 （Doc Otto Van Walrus） | 約翰·克里斯                       | 雄性海象，為片中主要反派。是一位瘋狂的科學家，經常靠下半身的機械椅移動。                              |
| 培莎 （Bertha）              | 海蒂·克魯姆                       | 雌性水獺，一位偵探。                                                                                  |
| 利奧波 （Leopold）           | 歐馬·希                           | 雄性水獺，培莎的伴侶，同為偵探。                                                                      |
| 海雀軍隊 （Puffins）         | 亞倫·伍德利                       | 一群角嘴海雀，由奧托博士所僱傭，負責協助奧托完成計畫。                                                |
| 杜克 （Duke）                | 麥可·馬德森                       | 雄性哈士奇，北極物流公司的明星郵遞員隊伍「領頭犬」的成員之一。                                        |
| 妲柯塔 （Dakota）            | 蘿莉·荷登                         | 雌性哈士奇，「領頭犬」的成員之一。                                                                    |
| 達斯汀 （Dusty）             | 唐尼·法塞提                       | 雄性哈士奇，「領頭犬」的成員之一。                                                                    |

## 發行
電影於2019年11月1日在加拿大和美國發布。獅門家庭娛樂於2020年2月4日以DVD和藍光形式發行，其在美國的總銷售額為130萬美元。

## 票房與評價
2020年，該片獲得了加拿大電影編輯獎最佳動畫剪輯提名。然其票房與整體評價並不理想，票房收入不到其5000萬美元製作預算的十分之一，而被視為票房炸弹。在爛番茄上，根據17條評論，這部電影的支持率為12%，平均評分為3.8/10。

## 外部連結
- 官方网站
- 互联网电影数据库（IMDb）上《北极正义：雷霆战队》的资料（英文）
- 爛番茄上《北极正义：雷霆战队》的資料（英文）
- 北極戰隊Arctic Justice - 智軒文化事業有限公司 （页面存档备份，存于）